# Den onda cirkeln (1996)
Den onda cirkeln (originaltitel: The Craft) är en amerikansk skräckfilm från 1996.

## Handling
Sarah börjar i en nya skola och varnas för att inte bli kompis med skolans häxor. Men vad de inte vet är att hon själv är en häxa, men inte på det sättet som de är.

## Roller (urval)
- Robin Tunney - Sarah
- Fairuza Balk - Nancy
- Neve Campbell - Bonnie
- Rachel True - Rochelle
- Skeet Ulrich - Chris Hooker
- Christine Taylor - Laura Lizzie
- Breckin Meyer - Mitt
- Nathaniel Marston - Trey
- Cliff De Young - Mr. Bailey
- Assumpta Serna - Lirio
- Helen Shaver - Grace Downs
- Jeanine Jackson - Jenny